# Chapelle Saint-Sébastien des Pénitents rouges de Saorge
La chapelle Saint-Sébastien des Pénitents rouges est une ancienne chapelle catholique située sur le territoire de la commune de Saorge, en France.

## Localisation
La chapelle est située dans le département français des Alpes-Maritimes, sur la commune de Saorge.

## Historique
La chapelle a été construite avant 1610. Elle a été consacrée à la Sainte-Trinité et à saint Sébastien.
Elle a été désaffectée en 1950. Située à l'entrée nord du village, près de la mairie, elle sert aujourd'hui d'entrepôt pour la commune.
L'édifice est inscrit au titre des monuments historiques le 19 juillet 1974.